# Исчезнувшие населённые пункты Ярославской области
Исчезнувшие населённые пункты Ярославской области — перечень прекративших существование населённых пунктов на территории современной Ярославской области.
В силу разных причин они были покинуты жителями, или включены в состав других населённых пунктов.

## Исчезнувшие населённые пункты при образованииРыбинского водохранилища
- Аббакумово

## 1995 год
Решением Государственной Думы Ярославской области от 21.03.1995 № 34 «Об исключении из учётных данных населенных пунктов Пошехонского района» исключены из учётных данных деревни:
Белосельский сельсовет — Афонино, Братское, Дор, Кожевино, Маленькая Гарь; Владыченский сельсовет — Высоково, Новоспасское; Володарский сельсовет — Воздвиженское, Горка, Ерёмино, Жуково, Кузьминское, Патреево, Перевесье; Гаютинский сельсовет — Никиткино, Поддубная, Чельнеги, Чирково; Ермаковский сельсовет — Амур, Высокое, Сакулино; Калининский сельсовет — Кроватка; Октябрьский сельсовет — Чулково;
Приухринский сельсовет — Гарь Круглая, Кошелево, Кузнецово, Никитинское; Холмовский сельсовет — Востротынье, Дубровка, Островки, Сергеевское, Соловьёво; Юдинский сельсовет — Мытниково.
Решением Государственной Думы Ярославской области от 21.03.1995 № 35 «Об исключении из учётных данных населенных пунктов Гаврилов-Ямского района» исключены из учётных данных деревни:
Великосельский поссовет — Слиньково и Хорошая; Заячье-Холмский сельсовет — Дудкино; Ильинский сельсовет — Рязаново;
Митинский сельсовет — Воронино-Троицкое, Макарино, Осеевка, Палюхи, Холевичи; Ставотинский сельсовет — Иголиха, Игольница, Матвейцево, Потапово, Сальново; Стогинский сельсовет — Верхолысово и Наквасиха; Шопшинский сельсовет — Малые Селищи.
Решением Государственной Думы Ярославской области от 21.03.1995 № 36 «Об исключении из учётных данных населенных пунктов Борисоглебского района» исключены из учётных данных деревни:
Краснооктябрьский сельсовет — Глазково и Хотеново; Неверковский сельсовет — Полово; Щуровский сельсовет — Луковня, Погорелка, Починки, Слинцино, Цепелево; Яковцевский сельсовет — Гартово, Дыбково, Завражье, Топтыково.
Решением Государственной Думы Ярославской области от 23.05.1995 № 49 «Об исключении из учётных данных населенных пунктов Ростовского района» исключены из учётных данных деревни:
Волосово, Молоди, Селище, Стулово (все Дмитриановский сельсовет); Поддубное (Фатьяновский сельсовет).
Решением Государственной Думы Ярославской области от 23.05.1995 № 50 «Об исключении из учётных данных населенных пунктов Даниловского района» исключены из учётных данных деревни: Илейцино (Федуринский сельсовет), Глядково (Зименковский сельсовет)
Решением Государственной Думы Ярославской области от 23.05.1995 № 51 «Об исключении из учётных данных населенных пунктов Рыбинского района» исключены из учётных данных деревни:
Ломовский сельсовет — Мартюки;
Октябрьский сельсовет — Корниловское;
Шашковский сельсовет — Бовыкино, Ванино, Яковлево.
Решением Государственной Думы Ярославской области от 23.05.1995 № 52 «Об исключении из учётных данных населенных пунктов Переславского района» исключены из учётных данных деревни:
Есипово, Нелидово, Половецкое (все Глебовский сельсовет), Исаково, Савельево, Чернево (все Смоленский сельсовет).
Постановлением Государственной Думы Ярославской области от 29.06.1995 № 67 «Об исключении из учётных данных населенных пунктов Некоузского района» исключены деревни:
Веретейский сельсовет — Медведково, Тубола; Лацковский сельсовет — Козлово, Старищево, Тиманцево, Фёдоровская;
Некоузский сельсовет — Пустоселицы; Новинский сельсовет — Антипово, Комарово; Рожаловский сельсовет — Светлая, Судниково; Родионовский сельсовет — Карпово, Кулешово-2, Ново-Ивановское, Халява; Шестихинский сельсовет — Селино.

## 1996 год
В Некрасовском районе Постановлением Государственной Думы Ярославской области от 19 ноября 1996 года N 94 «Об исключении из учётных данных населённых пунктов Некрасовского района Ярославской области» исключены деревни: Поповка (Высоковский сельсовет); Кувардино, Павлицево, Цицерма (все — Вятский сельсовет); Апухтино, Бараново (оба — Гребовский сельсовет); Орловки, Хмелицы, Шутромино (все — Левашовский сельсовет).
В Мышкинском районе Постановлением Государственной Думы Ярославской области от 19 ноября 1996 года N 95 «Об исключении из учётных данных населённых пунктов Мышкинского района Ярославской области» исключены: село Николо-Топор (Мартыновский сельсовет); деревни
Архангельский сельсовет — Меньшиково; Богородский сельсовет — Труфаново; Крюковский сельсовет — Горелово, Марфино, Пшенисново; Поводневский сельсовет — Анфимово, Преснецово, Упругово; Рождественский сельсовет — Коренево, Савино; Флоровский сельсовет — Федотовская.

## 1997 год
Постановлением Государственной Думы Ярославской области № 32 от 25.02.97 «0б исключении из учётных данных населенных пунктов Ростовского района Ярославской области» исключёна из учётных данных  деревня Новоселка Шурскольского сельсовета Ростовского района.
Постановлением Государственной Думы Ярославской области № 83 от 15.07.1997
«0б исключении из учётных данных населенных пунктов Угличского района Ярославской области» исключены из учётных данных:
станция Маймеры (Маймерский сельсовет)
деревни: Василевский сельсовет — Демьяны, Деньгино, Щетинино; Высоковский сельсовет — Киндяково, Кривцово, Селино; Заозерский сельсовет — Инобожь; Клементьевский сельсовет — Рыжницы, Михали, Елино, Плоховка; Ординский сельсовет — Плишкино, Голыханово, Ескино, Мартынкино; Покровский сельсовет — Полозово, Шастово, Шепелево, Заручье; Плоскинский сельсовет — Иванищи, Семёновское, Горки Семёновские, Пониснево, Щёлково, Карелино, Жердеево, Паруново,
Лягалово, Фатьяново, Сорокино; Путчинский сельсовет — Липовая гора, Чурилово; Радищевский сельсовет — Богданово, Большая Дубрава, Горшково; Улейминский сельсовет — Бурцево, Симаница.

## 1998 год
В Большесельском районе упразднены: хутор Вислапу (Вислопу) Высоковского сельсовета; деревня Гребенниково Большесельского сельсовета; деревни Нефедово, Лытарево, Лихачево Благовещенского сельсовета; деревни Коренево, Кочерово, Неферцево, Починки, Прямки Новосельского сельсовета
В Борисоглебском районе упразднены (Постановление Государственной Думы Ярославской области от 20 октября 1998 года N 103 «Об исключении из учётных данных населенных пунктов Борисоглебского района Ярославской области»
) деревни: Давыдовский сельсовет —  Бараново, Карпунино, Грезилово;
Покровский сельсовет —  Хлобыстово.

## 2000 год
В Даниловском районе упразднены (Постановление Государственной Думы Ярославской области от 28 ноября 2000 года № 148 «Об исключении из учётных данных населённых пунктов Даниловского района Ярославской области»):
- Посёлок Ухринский (Ермаковский сельсовет)
- Деревни: Моруево (Бабаевский сельсовет), Блудово (Дмитриевский сельсовет), 1. Борщевка, 2. Дьяконово, 3. Леоньково, 4. Мишутино, 5. Нефедково, 6. Филино, 7. Юрино (Ермаковский сельсовет), Старина (Марьинский сельсовет), 1. Гнездилово, 2. Крутово (Покровский сельсовет), 1. Антонково, 2. Леушино, 3. Никитино (Рыжиковский сельсовет), 1. Агеево, 2. Сенино (Семивраговский сельсовет), 1. Васильцево, 2. Новоселки, 3. Овинцево, 4. Плетенево, 5. Сенюшино (Семловский сельсовет), 1. Головково, 2. Негородово, 3. Смыслово (Середской сельсовет), 1. Коробейкино, 2. Ломок, 3. Мельниково, 4. Недомолвино, 5. Шелыгайка (Слободский сельсовет), Абрамово (Тороповский сельсовет), 1. Берег, 2. Васильково, 3. Дегтяриха (Шаготский сельсовет)

В Большесельском районе упразднена деревня Мартынцево Марковского сельсовета
В Переславском районе упразднена деревня Лытково.
В Пошехонском районе упразднены (Постановление Государственной Думы Ярославской области от 28 ноября 2000 года N 152 «Об исключении из учетных данных населённых пунктов Пошехонского района Ярославской области»): хутор Момрачево (Погорельский сельсовет), деревни Левинское; Любимцево; Медведево; Попышево; Титово (все — Вощиковский сельсовет); Новый Посад (Федорковский сельсовет).
В Первомайском районе упразднены деревни (Постановление Государственной Думы Ярославской области от 28 ноября 2000 года № 151 «Об исключении из учётных данных населённых пунктов Первомайского района Ярославской области»): Березники; Брюшинино; Вязовец; Григорово; Дубовик; Заречье; Красново; Мартьяново; Медведково; Мочальники; Новое Панино; Огнецово; Окульцево; Перехожево; Петрилово; Пищалево; Рыбино; Сорокино (все — Козский сельсовет); Малеево; Яковцево (оба — Колкинский сельсовет); Дядинское; Любилово; Подорваново (все — Крутовский сельсовет); Киселка; Колобово; Марюхино; Норкино; Спирово; Тюшково; Холм; Чудинка; Шишилка (все — Кукобойский сельсовет); Василево; Игумново; Коварчино; Кузнецово; Очкасово; Куритьево; Мечеходово; Перемилово; Погорелка; Путрево; Сменово; Старово; Шарманово (все — Никологорский сельсовет); Абрамовское; Дор-Берени; Озорниково; Павловское; Тимонино (все — Новинковский сельсовет); Жарково (Пречистенский сельсовет); Булаково; Ледино (оба — Семёновский сельсовет); Клементьево (Урицкий сельсовет).

## 2001 год
Исключены из учётных данных Ярославского района:
- Бекреневский сельсовет — деревни Колечково, Чертыково (присоединена к деревне Скоково)
- Гавриловский сельсовет — деревню Мамоново.
- Глебовский сельсовет — деревню Деньга.
- Карабихский сельсовет — деревни: 1. Бурлаки; 2. Петлино.
- Кузнечихинский сельсовет — деревню Тарасово.
- Курбский сельсовет — деревни: 1. Михалево; 2. Епифаново.
- Мордвиновский сельсовет — деревню Трухино.
- Телегинский сельсовет — хутор Садовый.
- Ширинский сельсовет — деревню Конюково[22]
- деревня Тарасово Рютневского сельсовета[23];
- посёлок Загородный Пестрецовского сельсовета.

Исключены из учётных данных Любимского района
- Воскресенская волость — деревни: Анашкино; Ватолино, Жарково; Каликино; Луковница; Молозево; Мошинино; Початково; Треносово; Трухино; Селище; Урусово.
- Осецкая волость — деревни: Анисимцево; Андрониково; Батинское; Боково; Дулепово; Дьяконово; Кисарино; Лысцево; Пирогово; Попадиновское; Рылово.
- Ермаковский сельсовет — деревни: Балахонка; Зарвино.
- Кирилловский сельсовет — деревню Кастихино.
- Покровский сельсовет — деревни: Бережки; Круглово; Починок; Рыково; Тютиково.
- Троицкий сельсовет — деревни: Брюшинино; Охлопково; Прудовица[24]

Исключена из учётных данных Большесельского района
(Постановление Государственной Думы Ярославской области от 30.01.2001 № 7 «Об исключении из учётных данных населенного пункта Большесельского района Ярославской области»): деревня Очепки Шельшедомского сельсовета.
Исключены из учётных данных Тутаевского района (Постановление Государственной Думы Ярославской области от 30.01.2001 № 8 «Об исключении из учётных данных населенного пункта Тутаевского района Ярославской области») деревни: Великосельский сельсовет — Устиново; Метенининский сельсовет — Липовки; Охотино; Непоковское; Яковцево; Никольский сельсовет — Алексеевское; Обломищино; Долгополица; Семенники; Манаково; Николо-Эдомский сельсовет — Голенинское.

## 2019 год
Даниловский район. Законом Ярославской области от 26 ноября 2019 года были упразднены деревни Федоровское Покровского, Вологдино Слободского, Малое Вяльцево, Молчаново, Новенькое Тороповского и Ильинское Горинского сельских округов.
В Большесельском районе упразднены деревни Клешнино Большесельского сельского округа и Мелкуши Новосельского сельского округа.

## 2022 год
- Деревни Ярославского района: Дряхлово, Иванищево, Колобиха, Лопатино, Молот, Тарасцево, Чурово[29]
- Деревни Пошехонского района Дубровка Красновского сельского округа, Кордон Тульша и Мерлево Колодинского сельского округа[30].

## 2023 год
Закон Ярославской области от 27.02.2023 № 4-з «Об изменении административно-территориального устройства
отдельных сельских округов, входящих в состав Ярославского района
Ярославской области, и внесении изменений в приложение
к Закону Ярославской области „О наименованиях, границах и статусе
муниципальных образований Ярославской области“»:
1) деревня Микшино Бекреневского сельского округа ; 2) поселок Новосёлки Телегинского сельского округа.